# بژوستکووو
بژوستکووو (به لهستانی:  Brzostkowo) یک روستا در لهستان است که در گمینا بارتوشتسه واقع شده‌است. بژوستکووو ۴۰ نفر جمعیت دارد.